# Пісенька в лісі (мультфільм)
«Пісенька в лісі» (рос. «Песенка в лесу») — анімаційний фільм 1967 року Творчого об'єднання художньої мультиплікації студії Київнаукфільм, режисер — Алла Грачова. Мультфільм озвучено російською мовою. Мультфільм знято за мотивами однойменного твору Яківа Акима.

## Над мультфільмом працювали
- Автор сценарію: Яків Акім
- Режисер-постановник: Алла Грачова
- Художник-постановник: Микола Чурилов
- Оператор-постановник: Анатолій Гаврилов
- Художники-мультиплікатори: Володимир Гончаров, Єфрем Пружанський, Ніна Чурилова, Володимир Дахно, Євген Сивокінь, Алла Грачова, Борис Храневич, Константин Чикін
- Композитор: Борис Буєвський
- Ролі озвучують: Володимир Балашов, Марія Виноградова, Анатолій Кубацький, Т. Варенник, Є. Пирогов, Т. Дмітрієва, Ю. Неудахіна, і хор Київського Палацу піонерів.

## Сюжет
За мотивами однойменного твору Яківа Акима.

Кадр з мультфільму «Пісенька в лісі»

## Нагороди
- III Всесоюзний кінофестиваль, Ленінград, 1968 — II премія у відділі мультиплікаційних фільмів.